# 負名
負名（ふみょう）とは、日本の平安中期ごろから始まる王朝国家体制のもとでの租税収取形態または租税収取を請け負った者をいう。10世紀ごろ、朝廷は律令制に由来する人別支配体制を放棄し、土地課税に基礎をおく支配体制（王朝国家体制）へと移行したが、このとき、課税単位へ編成された土地を名田（みょうでん）といい、名田経営を請け負った者が「負名」と呼ばれるようになった。

## 概要
8世紀から本格的に開始した日本の律令制は、戸籍・計帳によって人民百姓を把握し、口分田を班給する代わりに租庸調を租税として収取する支配体制であった。8世紀末から9世紀初頭の桓武天皇による諸改革も上記のような律令制支配の維持強化を目的としていたが、9世紀前期までには、百姓の逃亡・浮浪が著しく増大し、律令制の人別支配は根幹から動揺し始めていた。こうした社会状況を受けて、9世紀前期（藤原冬嗣執政期）から土地課税を重視する傾向が次第に強まっていき、9世紀末期～10世紀初頭（寛平の治・延喜の治期）には再び律令制の原則へ回帰する政策が採られたものの、結局それは失敗に終わり、律令制の人別支配への回帰は完全に放棄されることとなった。なお、寛平・延喜の政策を、律令回帰ではなく土地中心体制への転換準備期と位置づける有力説も存在する。
こうして朝廷は人別支配から土地を通じた支配へと大きく方向転換したが、このとき土地支配の基礎となったのが名田である。9世紀後半から見られた里倉負名（りそうふみょう）体制は公出挙を富豪の輩に請け負わせる手法であったが、延喜年間になると諸国の国衙はそれまでの国内公田（口分田・乗田など）の直接支配から、その公田を名（みょう）という単位に分割し、それぞれの名の経営を当時「富豪の輩」と呼ばれていた田堵に請け負わせる体制に移行した。そのような田堵は「田堵負名」などと呼称された。田堵負名は、名経営を国衙から委任される代わりに、官物・雑役などの租税・課役を国衙へ進納する義務を負った。こうした租税収取体制を負名体制といい、この時期に始まった王朝国家体制の基礎となった。
田堵負名は、名の私有が認められていたわけではなく、国衙からその経営を請け負っていたに過ぎない。そのため、田堵負名は、国衙から見れば被支配者、一般百姓から見れば支配者という二面性を持っていたとされている。田堵負名は、国衙への租税・課役を果たすことのみが求められていたのであり、名田の経営については、田堵負名の自由であった。また、名田経営の請け負いは1年ないし数年を期限とする有期的なものであった。これは国衙が、田堵負名と特定の名田が固着化するのを避けたためである。以上から田堵負名は、名田経営の専門家と位置づけられている。
国衙が名田経営を田堵負名に請け負わせていく中で、地域の実情に合わせて各名田ごとに税率や税目などに差異も生まれていった。この差異は、田堵負名とその時々の国司との間の折衝で生まれてきたものだったが、後任国司の中にはこのような先例を無視して、規定通りの若しくは規定以上の租税収取を行う者もおり、田堵負名と国司の間で紛争がしばしば見られるようになった。田堵負名層が中央政府へ国司の非法を訴える国司苛政上訴は、こうした状況の表れであり、10世紀後期から顕著となっていった。
11世紀に入ると、田堵負名は官物・雑役が課税される名田経営を嫌い、故意に名田を荒廃させ、権門勢家（有力貴族・有力寺社）の寄人となることでこれらと結びついて、荒田の開発に乗り出すようになった。この荒田の開発は、権門勢家による荘園の拡大へとつながるため、藤原道長期の中央政府はこうした動きを抑制する法令を数々発したが、上記の流れは止まらなかった。
荘園の拡大はすなわち、国家財政の収入の減少を意味するため、11世紀中期頃から中央政府は財政収入の確保を図って現実的な政策を採り始めた。その一つが、田堵負名を含む在地領主層に対して、名田よりも遥かに広域で、未墾地や山野を含む領域の支配を認める代わりに、一定の官物納入を義務づける別名（べちみょう）の公認化である。また、国司の恣意を廃して、諸国の官物税率を固定化する公田官物率法を定めた。こうした施策によって国司苛政上訴は沈静化したものの、雑役免荘園や国免荘などの登場で荘園拡大は必ずしも十分に抑制されなかった。
12世紀に入る頃から、国衙は本格的に荘園拡大対策に取り組み始め、名田や別名などを単位として、公領を郡・郷・保・条などの租税収取単位へと再編成していった。郡・郷・保・条の内部では、田堵負名や別名らが国衙への租税納入を請け負っていたが、従前のような有期的な請負関係は田堵負名らにとっては非常に不安定であり、国衙も安定した官物収入を確保するために、田堵負名と特定の名田の半永続的な関係を認めるようになった。こうして、田堵負名層は特定の名田に対する諸権利を固定化しうるようになり、田堵負名から名主（みょうしゅ）へと成長していったのである。